# Makushita
Die Makushita-Division (jap. 幕下) ist die dritthöchste der sechs Klassen des japanischen Sumō. Der Name bedeutet wörtlich „unter dem Vorhang“, und erklärt sich daraus, dass die Makushita früher die zweite Liga bildete und damit direkt unter der Makuuchi-Division angesiedelt war. Deren Angehörige waren durch Vorhänge von den anderen Ringern abgetrennt. Der Makushita-Division gehören stets 120 Kämpfer an, die in Ost- und Westgruppe unterteilt sind.
Die Makushita wird als Sprungbrett in die Sekitori-Ränge angesehen und ist dementsprechend von heftiger Konkurrenz um den Aufstieg in die Jūryō-Division geprägt. Er kann entweder durch reguläre Kämpfe gegen Angehörige dieser Liga im Rahmen der Turniere erreicht werden oder durch einen 7:0-Kachi-koshi: Ein Kämpfer, der unter den ersten 30 der Division platziert ist, steigt dadurch automatisch auf. Ein Kämpfer, der niedriger rangiert, steigt durch einen solchen Turniersieg unter die ersten 30 auf, so dass ein über zwei Turniere ungeschlagener Rikishi in jedem Fall in die Jūryō wechseln kann.
Oft wird erfolgreichen Amateurringern, beispielsweise aus dem Hochschulsport, der Quereinstieg in die Makushita-Division gewährt. Sie erhalten den Rang eines Makushita Tsukedashi, der zurzeit zwischen dem 15. und 16. Platz der Division liegt.
Ab der Makushita-Division dürfen Rikishi das Reinigungsritual mit Salz vollziehen. Dabei wird aus einer kleinen Schale Salz entnommen, das in den meisten Fällen auf den Ring gestreut wird.